# 國會致謝
國會致謝（英語：Thanks of Congress）為美國國會所通過的一系列正式決議，最初是為了表彰取得重大勝利或英勇作戰的美軍將士們，並致以官方正式謝意。此舉始於美國獨立戰爭時期，而在美國內戰期間達到頂峰。同樣的，美利堅聯盟國國會也通過了正式決議，表彰個人或軍事單位的傑出表現。

## 早年
在美國獨立戰爭期間，大陸會議的國會正式致謝通常還另附一枚特別為之鑄造的金質或銀質紀念章。得主包括喬治·華盛頓、霍雷肖·蓋茨、約翰·埃格·霍華德、約翰·史塔克、弗里德里奇·威廉·馮·斯圖本、和亨利·李三世（參見國會金質獎章得主名單）。
美國早期歷史上的其他受國會致謝者包括參與蒂珀卡努戰役（1811年）的全體將士、參與1812年戰爭的亞歷山大·馬康（1814 年）和奧利弗·哈澤德·佩里（1814年）及詹姆斯·勞倫斯（1814年）、其中同一場戰役裡的查理斯·格拉提爾特和安德魯·傑克森（1815年）、威廉·亨利·哈里森（1818年）、和扎卡里·泰勒 （1847年）。

## 內戰
在美國內戰期間，國會致謝是經兩院聯合決議後以法律總匯的方式公佈，以資表彰自1861年末至1866年5月間取得重大勝利或英勇作戰的指揮官。戰爭期間，共有30名軍官在這些總匯中受到表彰，其中15名服役於聯邦陸軍，另15名身在聯邦海軍。更有兩名海軍軍官在獲國會致謝後立得晉陞，即服役於USS Monitor上的John L. Worden和William B. Cushing。因為國會致謝的頒贈對象只限於軍官，所以又同時設立了榮譽勳章以表彰士兵。到戰爭結束為止，受勳者超過1,500人。唯有尤利西斯·格蘭特將軍於內戰期間同時獲頒國會致謝和國會金質獎章。
內戰中首次的表彰是追認「故准將納撒尼爾·里昂及所部官兵於1861年8月10日於威爾遜溪戰役中的英勇表現與愛國情操」。海軍上將大衛·迪克森·波特四獲國會致謝表彰，可謂殊榮。

## 其他
其後獲表彰者包括海軍上將喬治·杜威（1898年）和喀爾巴阡號船長亞瑟·羅斯特龍少校（1912年）。1914年，國會致謝頒給了三位拉丁美洲外交官：Domício da Gama、Rómulo Sebastián Naón、和Eduardo Suárez Mujica，感謝其對尼加拉瀑布和平會議的貢獻，協助避免與墨西哥發生戰爭。:12281915 年，致謝對象推及地峽運河委員會成員。:11911919年，國會致謝由特別聯席會議向約翰·潘興將軍申達。1962年8月，國會致謝由特別聯席會議向道格拉斯·麥克阿瑟上將申達。

## 備註
1. 1 2 3 4  Heidler & Heidler 2002，第579頁
2. ↑  Jenkins 1856，第319頁
3. ↑  Brown 2006，第305頁
4. ↑  技術上來說，麾下人員也算同時獲獎，因為在行動中是受長官指揮或就在同一條船上。
5. 1 2 3
6. 1 2  . U.S. Government Printing Office. 1915 （英语）.
7. ↑  . history.house.gov. 18 September 1919  [16 February 2022].
8. ↑  . Time. 24 August 1962  [21 March 2022].
9. ↑  Congress, United States. . books.google.com. 1962  [21 March 2022].